# Aghora
Gli Aghora sono un gruppo progressive metal statunitense fondato nel 1995 a Miami dal chitarrista Santiago Dobles, unico membro della band presente in tutti gli album.

## Formazione

### Storica
- Danishta Rivero - voce
- Sean Malone - basso
- Charlie Ekendahl - chitarra
- Santiago Dobles - chitarra
- Sean Reinert - batteria

## Discografia

### Album studio
- 2000 - Aghora
- 2006 - Formless
- 2019 - Entheogenic Frequencies

### Raccolte
- 2006 - Transitions